# The Strange Death of Adolf Hitler
Pour plus de détails, voir Fiche technique et Distribution.
The Strange Death of Adolf Hitler est un film de guerre américain réalisé par James P. Hogan et sorti en 1943.
Le film suit un homme qui envisage d'assassiner Adolf Hitler et de voler son identité.

## Synopsis
Franz Huber, un acteur autrichien connu pour ses imitations de célébrités, est capturé par la Gestapo  et contraint de subir une chirurgie plastique pour devenir le remplaçant d'Adolf Hitler. Les conspirateurs prévoient d'empoisonner Hitler et de mettre Huber à sa place – et sous leur contrôle. Huber, qui est antinazi, est capable de déjouer la Gestapo et de porter un coup à la démocratie ; mais sa vie personnelle est mise en danger parce que sa femme, qui est également antinazie, ne sait pas que son mari disparu est devenu un sosie d'Hitler.

## Fiche technique
- Titre original : The Strange Death of Adolf Hitler
- Réalisation : James P. Hogan
- Scénario : Fritz Kortner, Joe May
- Photographie : Jerome Ash
- Directeur artistique : Ralph M. DeLacy
- Montage : Milton Carruth, Paul Landres
- Musique : Hans J. Salter, William Lava
- Pays d'origine : États-Unis
- Langue originale : anglais
- Format : noir et blanc
- Genre : guerre
- Durée : 74 minutes
- Dates de sortie :   
  - États-Unis : 10 septembre 1943

## Distribution
- Ludwig Donath : Adolf Hitler / Franz Huber
- Gale Sondergaard : Anna Huber
- George Dolenz : Herman Marbach
- Fritz Kortner : Bauer
- Ludwig Stössel : Graub
- William Trenk : le colonel Von Zechwitz
- Joan Blair : la duchesse Eugenie
- Ivan Triesault : le prince Hohenberg
- Rudolph Anders : le major Mampe
- Ernö Verebes : Comte Godeck
- Merrill Rodin : Hans Huber
- Charles Bates : Viki Huber
- Kurt Katch : Corp. Karl Frobe
- Hans Schumm : Maj. Profe
- Frederick Giermann : Heinrich Himmler (comme Fred Gierman)
- Richard Ryen : Général Palzer
- John Mylong : Général Halder
- Kurt Kreuger : jeune chef nazi
- Lester Sharpe : Dr. Kaltenbruch
- Trude Berliner : Frau Reitler
- Hans Heinrich von Twardowski : Judge (comme Hans von Twardowsky)
- Wolfgang Zilzer : Avocat
- Ilka Grüning : Middle-Class woman
- Lotte Stein : Katie
- Elisabeth Neumann-Viertel : Mizzi
- Glenn Langan : Youth Leader (non crédité)